# Tavoleto
Tavoleto är en ort och kommun i provinsen Pesaro e Urbino i regionen Marche i Italien. Kommunen hade 870 invånare (2018).